# Марк Валерий Максим Рулиан
Марк Валерий Максим Рулиан (на латински: Marcus Valerius Maximus Rullianus) е политик на Римската република, диктатор през 301 пр.н.е.
Произлиза от патрицианската фамилия Валерии. През 301 пр.н.е. той е диктатор с вече възрастния Марк Валерий Корв. Потушава бунт на марсите и побеждава етруските.